# 상용차 DB
상용차 DB는 대한민국에서 유일하게 트럭, 버스, 특장차, 부품 등 상용차업계에 관련된 전문정보를 제공하는 (주)상용차정보에서 제공하는 데이터베이스이다. 상용차 DB에는 상용차 관련 제품정보 및 업체 정보를 한눈에 알아보기 쉽게 파악할 수 있도록 구축/운용 중이다.

## 연혁
2017년 1월 상용차 DB 서비스를 시작으롤 2017년 9월 상용차 DB 모바일 페이지도 오픈하였다.

## 같이 보기
- 트럭스앤파츠
- 상용차매거진
- 상용차신문